# Tropasäure
Tropasäure ist eine chemische Verbindung aus der Gruppe der Carbonsäuren und Baustein einiger Tropan-Alkaloide.

## Gewinnung und Darstellung
Tropasäure kann am besten durch Reaktion von Acetophenoncyanohydrin über 2-Phenylmilchsäure, Atropasäure und Chlorhydroatropasäure gefolgt von Hydrolyse gewonnen werden. (−)-(S)- oder (±)-Tropasäure wird bei der Verseifung aus (−)-Hyoscyamin, Atropin, Scopolamin und anderen Tropan-Alkaloiden, in denen Tropasäure verestert vorliegt, erhalten. Die Entstehung von Tropasäure wurde schon 1864 beim Kochen von Atropin mit Barytwasser entdeckt.

Tropasäure Synthese 1

Tropasäure Synthese 2

Synthese:

## Eigenschaften
Tropasäure ist ein fast geruchloser, farbloser bis beiger Feststoff, der löslich in Wasser ist. Beim Erhitzen oder enzymatischer Hydrolyse entsteht durch Wasserabspaltung Atropasäure.